# Лилли Траскотт
Лиллиан «Лилли» Траскотт (англ. Lillian «Lilly» Truscott) — одна из главных персонажей оригинального сериала Disney Channel «Ханна Монтана». Появляется практически в каждой серии на протяжении всех 4 сезонов сериала.

## Описание
Лилли — лучшая подруга Майли Стюарт. О секрете Майли (о том, что она поп-звезда Ханна Монтана) она узнала в 1 серии 1 сезона и также стала жить двойной жизнью. Днём она обычная школьница, но вечером, в тайне от знакомых, она превращается в рок-звезду, подругу Ханны Монтаны, именуя себя Лола Лафнэгл (иногда Лола Лафонда). С пятнадцатой серии третьего сезона встречается с Оливером Оукеном.
В 10 серии 4 сезона, когда Майли снимает парик Ханны, Лилли, стоящая за кулисами вместе с Робби Рэем Стюартом, снимает парик Лолы, и Лола с Ханной перестают существовать.
В последней серии Лилли говорит Майли, что её мечта — колледж, и возвращается в Стэнфорд.

## Биография
Лилли родилась и выросла в Калифорнии.
Она познакомилась с Оливером в детском саду, и с тех пор они — лучшие друзья. В серии «Judge Me Tender» она призналась, что, когда впервые увидела Оливера,  подумала, что он болван.
Лилли жила вместе со своей мамой Хезер Траскотт (Хезер Локлир. Хезер появляется в одном из эпизодов («Lilly’s Mom Has Got It Goin' On»), в котором она начинает встречаться с Робби Рэем, но, к сожалению, недолго. Родители Лилли развелись, её отец Кеннетт работает бухгалтером. В первом сезоне Лилли говорит, что у неё также есть брат, и в серии «Miley Get Your Gum» она утверждает, что смогла полюбить его хомячка. Однако, в эпизоде «Cheat It» она говорит: «Иногда я хочу, чтобы у меня был брат, но когда я прихожу сюда, это желание отпадает само собой».
В третьем сезоне (эпизод «The Wheel Near My Bed (Keeps on Turnin')») Лилли переезжает к Стюартам, потому что её мама находит работу в Атланте. Она уезжает к своему отцу, который живёт в маленькой квартире, когда слышит, как невыспавшаяся и разозлённая Майли говорит, что Лилли стала для неё обузой. Майли просит прощения у Лилли, и она возвращается в дом Стюартов.
Майли и Лилли — лучшие подруги уже около 6 лет. В пилотном эпизоде «Lilly, Do You Want to Know a Secret?» Лилли узнаёт секрет Майли, увидев на руке Ханны счастливый браслет, который Лилли подарила Майли в школе.
Хотя Лилли и встречается с Оливером, иногда она смотрит на других парней. В эпизоде «Once, Twice, Three Times Afraidy» Лилли смотрела на Тима, её старого друга из лагеря, который демонстрировал свои мускулы. Также в «He Could Be the One» Лилли сказала Майли: «Какой бы выбор ты не сделала, всё будет хорошо… Но это сложно, ведь они оба великолепны!», заставив Оливера ревновать. Но, несмотря на всё это, Лилли остается верна ему.
Лилли — очень красивая девушка среднего роста. У неё длинные светлые прямые волосы. Девушка носит обычно спортивную одежду: ветровка, топ, бриджи, кеды. В образе Лолы Лилли надевает разноцветные парики (чаще каре). А в её гардеробе преобладают яркие, кислотные цвета. Также у неё на попе есть родинка в форме пуделя.

## Создание
Первоначально полное имя Лилли было Лилли Ромеро, но позже оно было заменено на Лилли Траскотт. Ранее на роль Лилли пробовалась Майли Сайрус, но позднее её выбрали на роль главной героини. Позднее на роль Лилли была выбрана Эмили Осмент, соответственно. Русскую озвучку актрисы взяла на себя Валентина Рубцова.